# Sankt Norbert
Sankt Norbert (ca. 1080 – 6. juni 1134) var en katolsk biskop, ærkebiskop og stifteren af præmonstratenserordenen.
Norbert blev født ind i en adelsslægt i byen Xanten, som ligger i det tyske Rheinland, omkring 1080. Hans far var greve af Gennep, men som yngre søn var det, da han ikke kunne arve faderens gods, nødvendigt for ham selv at tjene penge. Dette gjorde han ved at tage en underordnet stilling inden for kirken.

## Omvendelsesberetning
På trods af sin underordnede stilling levede Norbert en privilegeret og ubekymret tilværelse i de finere kredse. Han levede det gode liv og valgte altid at springe over, hvor gærdet var lavest. Dette ændrede sig dog, da han en dag kom ud for en hændelse, der gjorde, at han tog sit liv op til revidering. En dag, da han var ude at ride, slog et lyn ned for fødderne af hans hest, som stejlede og derved kastede sin rytter af som følge af det voldsomme chok, den havde fået.
Det var denne oplevelse til hest, der fik Norbert til at lægge sit liv om. Ligesom Paulus, der bliver omvendt på vej til Damaskus, blev Norbert også omvendt fra det liv, han hidtil havde levet. Han blev præsteviet i 1115 og forærede efterfølgende alt det, han ejede, til fattige. Norbert blev udnævnt til biskop af Magdeburg i 1126 og senere til ærkebiskop.

## Helgenkåring
Da Norbert døde i 1134, blev han stedt til hvile i Magdeburg. Ved hans grav fandt adskillige mirakler sted, og i 1582 blev Norbert helgenkåret af Pave Gregor 13. Da Magdeburg efter reformationen var faldet i protestanternes hænder, blev Sankt Norberts jordiske rester i 1627 flyttet til Strahov klostret i Prag.